# Alqueria del Duc
L'Alqueria del Duc, també anomenada alqueria del senyor Alfons és una alqueria-fortalesa que es troba al terme municipal de Gandia, la Safor, a la partida anomenada Font de Montaner, al peu del Castell de Bairén.

## Història
La data exacta de la seua construcció és incerta, però és possible que s'edifiqués sobre una torre anterior, ja que en l'angle nord-oest hi ha restes d'una torre de maó derruïda que contrasta amb la resta del conjunt d'argamassa i pedra. L'alqueria va haver de tenir en un principi un caràcter militar com a lloc avançat de vigilància on s'efectuarà el relleu de les patrulles costaneres davant les freqüents incursions de pirates i barbarescs. En 1568 era propietat de Domingo Aleixandre veí de Gandia fins que el 1590 va ser venuda mitjançant un acte verbal a Alfons de Borja i Castro, el fill menor del Duc Francesc de Borja, encara que no es va escripturar fins al 1592. Aquest va iniciar les obres necessàries per a convertir-la en una alqueria senyorial per a l'esbarjo i la caça. però la seua mort el 1593 li va impedir veure acabada. Dues sentències del Reial Consell de Madrid de 1596 atorgaren la propietat de l'immoble a la seva vídua Elionor de Noroña en contra de la Companyia de Jesús, que la va retindre entre els anys 1593 i 1596. Aquesta la va cedir en arrendament juntament amb les seves terres al traslladar la seva residència a Madrid.
L'any 1600 els marmessors testamentaris de Leonor de Noroña vengueren l'alqueria al Duc Carles II de Borja per 1700 lliures. De l'edifici no es torna a saber res fins a l'arribada a Gandia de l'emperadriu Margarida d'Àustria el 1666. Per a l'ocasió la duquessa de Gandia, Maria Ponce de León, vídua del nové duc Francesc de Borja i Dòria-Colonna, preparà un recorregut per la marjal que envolta l'alqueria amb set barques acompanyat per un grup de música.
A mitjans del segle xviii els ducs abandonen l'explotació directa de la finca, i l'arrenden fins a la primera meitat del segle xix. Posteriorment va pertànyer a la Cambra Local Agrària i en desaparèixer aquesta, va revertir a l'Ajuntament qui va habilitar l'edifici per a escola d'hostaleria amb ajuda de fons europeus, en els anys 90. La rehabilitació va consistir en el buidatge de l'interior l'edifici, i la modificació dels buits exteriors. En l'actualitat està cedida a la Conselleria de Turisme i és seu del Centre de Turisme de Gandia dedicat a la formació en hostaleria i turisme.

## Descripció

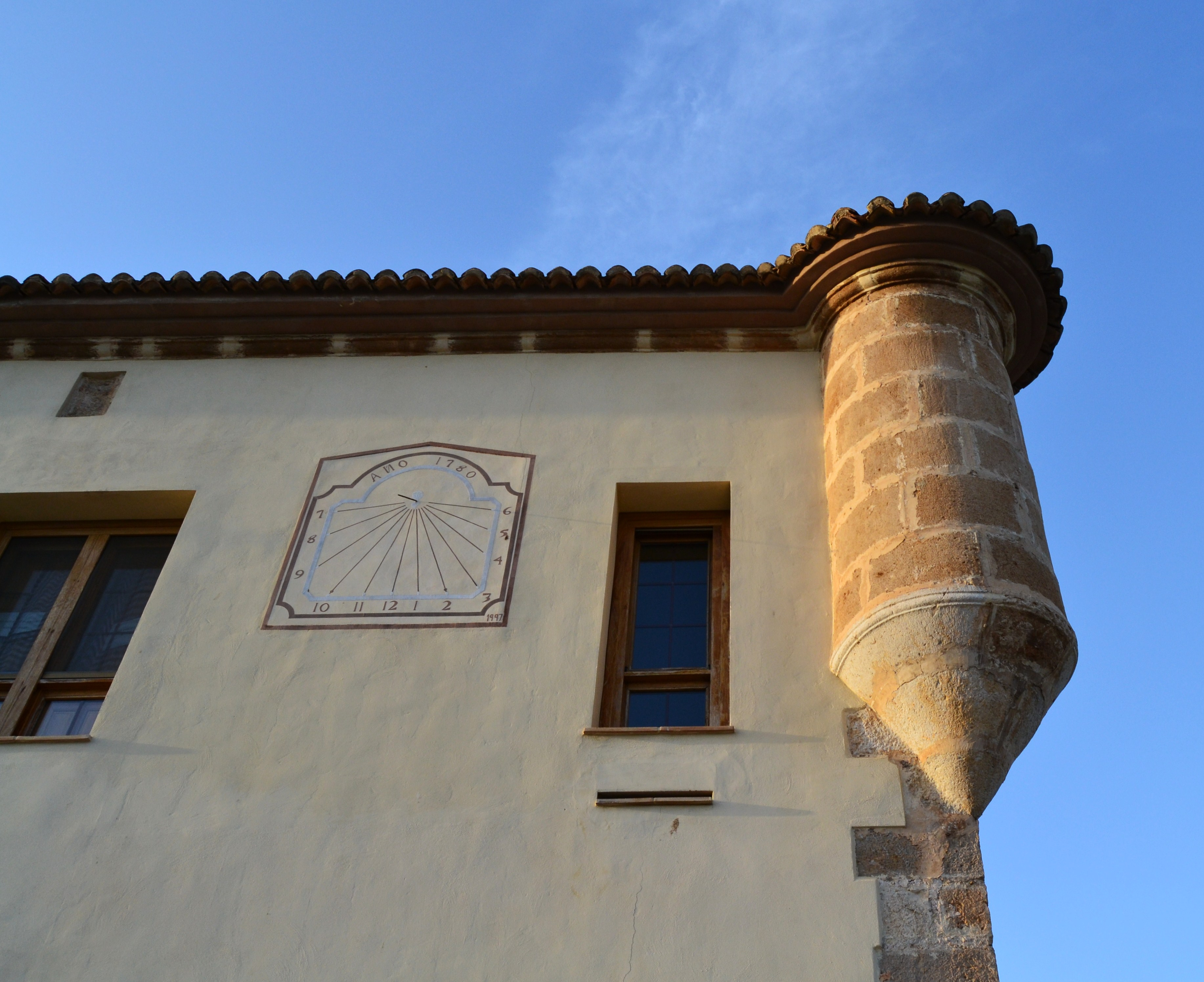
Rellotge de Sol i garita.

Es tracta d'una alqueria fortalesa de planta quadrada amb un pati central de proporcions semblants al perímetre exterior, de manera que el seu sostre es recolza sobre els quadrilàters intern i extern de l'edifici a base de murs de càrrega. Consta de dues plantes, la baixa es destina a cavallerisses, graner, magatzem, servei, etc. i el seu pis superior per a ús dels ducs, comptant amb un saló, capella i habitacions.
La construcció es va realitzar a base de murs de pedra irregular, unida amb argamassa, excepte en les cantonades, marcs de portes, cornises i les quatre torrasses que coronen les vores de l'edifici que són de carreus. La coberta és de teula àrab, sustentada amb estructura de fusta. Les finestres altes són espaioses, amb bancs de pedra a ambdós costats.
Des del punt de vista defensiu, a més de les torrasses angulars de pedra que sobresurten al pis alt, ens trobem amb altres elements característics com són les troneres i els buits de la planta baixa, ja que aquesta alqueria va haver de tenir inicialment un caràcter militar com lloc avançat de vigilància davant les freqüents incursions de pirates i barbarescs.

### Entorn
L'alqueria es troba envoltada per zones de marjal, al costat de l'edifici hi ha l'Ullal de l'Estany, alimentat de tres naixements d'aigua provinents de les muntanyes properes. En l'actualitat han estat en la seva major part dessecats i convertits en camps de cultiu, de manera que la conservació d'aquests, com a part del seu entorn, adquireix una gran importància des dels punts de vista històric, paisatgístic i mediambiental.
Al costat de l'Ullal, se situa l'Aula de Natura (centre d'interpretació de la marjal) des de la qual ixen sendes per a recórrer la zona, també es troba la seu del Centre Espanyol d'Aiguamolls.